# نشست ژنو یک
۲۹تیر ماه ۸۷ اولین مرحله نشست ۱+۵ با ایران در ژنو برگزار شد، موضوع مهم در این مرحله طرح «فریز مقابل فریز» (تعلیق برابر تعلیق) بود که از سوی ۱+۵ ارائه شده بود. طرحی که بعدتر ایران در مرداد ماه ۸۷ خواستار شفاف شدن آن که به معنای تعلیق توسعه تأسیسات هسته‌ای ایران بود، شد. طرح پیشنهادی فریز مقابل فریز از سوی ایران اجرایی نشد، چرا که ایران فعالیت صلح‌آمیز هسته‌ای را حق مسلم خود می‌دانست. از نکات مهم این نشست حضور نماینده آمریکا ویلیام برنز در نشست مذکور بود

## کنفرانس پایانی
قرار بر این شد که مذاکرات طی دو هفته آینده ادامه پیدا کند رئیس سیاست خارجی اتحادیه اروپا با اشاره به درخواست نمایندگان گروه ۱+۵ مبنی بر پذیرش تعلیق غنی‌سازی از سوی ایران گفت: تهران در گفتگوهای امروز پاسخ روشنی دربارهٔ تعلیق غنی‌سازی اورانیوم ارائه نکرده است.